# Paul Rader

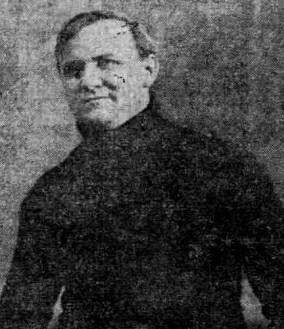
1907 Paul Rader

Daniel Paul Rader (* 24. August 1879 in Denver, Colorado; † 19. Juli 1938 in Los Angeles) war ein US-amerikanischer Prediger, Kirchenlieddichter und Pionier der Radioevangelisation.

## Leben
Daniel Paul Rader wurde 1879 als Sohn eines methodistischen Pastorenfamilie in Denver, Colorado geboren. Auf einer Erweckungsveranstaltung im Cheyenne County, Colorado fand er 1888 zum christlichen Glauben. Er begleitete seinen Vater auf seinen ausgedehnten Predigtreisen und sang Lieder bei seinen Veranstaltungen. Mit Unterstützung seines Vaters predigte er mit 16 Jahren in einer Schule. Seine schulische Laufbahn verbrachte er an den Universitäten von Denver, Colorado, Puget Sound, Fayetteville, Missouri und St. Paul, Minnesota.
1904 wurde er Pastor einer kongregationalistischen Kirchengemeinde in Boston, dann zog er mit seiner Familie 1907 nach Portland (Oregon). Vom Glauben desillusioniert wechselte er seinen Berufsstand und wurde Geschäftsmann, als welcher er nach New York City zog und sich in seiner Freizeit dem Boxen widmete. In New York fand Paul Rader schließlich zu seinem Glauben zurück und schloss sich der Christian and Missionary Alliance (C&MA) an. Er übernahm die Leitung einer Kirchengemeinde in Pittsburgh und unterstützte die C&MA als Gesangsleiter. In den Jahren 1915 bis 1921 leitete er die Moody Church in Chicago und war 1919 bis 1924 Präsident der C&MA. 1920 reiste er gemeinsam mit Robert A. Jaffray († 1945) als Missionar nach China und widmete sich mehr und mehr dem Verfassen geistlicher Lieder. Seine berühmteste Hymne, die er 1919 am Toccoa Falls College aufschrieb, trägt den Titel Only Believe und wurde 1970 von Elvis Presley neu vertont.
Nachdem Paul Rader sein Pastorenamt in der Moody Church niedergelegt hatte, gründete er 1922 in Chicago eine eigene Kirchengemeinde mit dem Namen Rader’s Chicago Gospel Tabernacle. Schwerpunkte waren die Verbreitung des Evangeliums und Unterstützung der Weltmission, gerade auch mit neuen Methoden und aktuellen technischen Mitteln. 1928 gingen 252 junge Menschen und 1930 trotz der Grossen Depression sogar 348 Personen von dort in die Außenmission. 1933 unterstützte diese Gemeinde 180 Missionare Asien, Afrika und Europa. Mit Unterstützung des Bürgermeisters von Chicago richtete Rader sogar eine eigene Radiosendung ein und wurde landesweit bekannt. Er förderte die Nutzung des Radios zu Evangelisationszwecken, indem er die Einrichtung zahlreicher Sendungen unterstützte. Seine Berühmtheit brachte ihn mit der Erweckungspredigerin Aimee McPherson in Kontakt, für die er 1926 zeitweilig die Leitung des Angelus Temple in Los Angeles übernahm. Drei Jahre später trat er seine erste Weltreise an, der 1930 eine zweite folgte. 1933 nutzte er die Weltausstellung in Chicago für Evangelisationsveranstaltungen, ehe er die Pastorenstelle einer Kirchengemeinde in Fort Wayne annahm. Paul Rader starb am 19. Juli 1938 in Los Angeles. Am 20. Juli erschien in der New York Times ein ganzseitiger Nachruf.

## Hymnen (Auswahl)
- All the doors on earth are open
- Glorious is the gospel message
- Jesus, my Savior, I would see
- Only believe, only believe
- The price that Christ paid for me
- The river of thy grace is flowing free